# Phare de Half Moon Caye

Le phare de Half Moon Caye (en espagnol : Faro de Cayo Half Moon) est un phare actif situé sur la caye Half Moon du récif Lighthouse, dans le District de Belize au Belize. Il est géré par le Half Moon Caye Natural Monument.

## Histoire
La caye Half Moon est une petite île située à l'angle sud-est du récif, à environ 80 km de la capitale Belize City.
La première station a été mise en service en 1820. Le phare était une tour métallique à claire-voie, restaurée en 1848 et renforcée par un cadre en acier en 1931. Elle avait une forme de tronc carré, avec base fermée et une salle d'observation supérieure, balcon et lanterne d'une hauteur de 24 mètres. Au cours des dernières années, le phare s'est progressivement déplacé vers l'eau en raison de l'évolution des conditions météorologiques. Le phare a été désactivé en 1997 et a ensuite commencé à faire naufrage. En septembre 2016, l'ouragan Matthew a complètement détruit le vieux phare.
Une nouvelle tour a été construite en 1998. Le site est ouvert et les visiteurs peuvent monter dans la tour.

## Description
Ce phare actuel est une tour métallique pyramidale à claire-voie, avec une galerie et une lanterne de 24 m de haut. La tour est peinte en blanc. Il émet, à une hauteur focale d'environ 24 m, quatre éclat blanc par période de 10 secondes. Sa portée est de 14 milles nautiques (environ 26 km).
Identifiant : ARLHS : BLZ-013 - Amirauté : J5936 - NGA : 110-16292 .

### Lien connexe
- Liste des phares du Belize